# Arachnactidae
Arachnactidae McMurrich, 1910 è una famiglia di celenterati antozoi, unica famiglia dell'ordine Penicilaria.

## Descrizione
Le Arachnactidae si differenziano dagli altri ceriantari per la composizione del loro cnidoma (i tipi di cnidociti da essi posseduti), per le dimensioni relative dei dischi orali e per la forma e la struttura dei mesenteri. Queste anemoni vivono in tubi di un materiale che ricorda la pergamena, immersi in sedimenti cedevoli. Hanno due corone di tentacoli, con quelli esterni molto più lunghi di quelli interni.

## Tassonomia
La famiglia comprende i seguenti generi
- Anactinia Annandale, 1909
- Arachnactis Sars, 1846
- Arachnanthus Carlgren, 1912
- Dactylactis Van Beneden, 1897
- Isapiactis Carlgren, 1924
- Isarachnactis Carlgren, 1924
- Isarachnanthus Carlgren, 1924
- Isovactis Leloup, 1942
- Ovactis Van Beneden, 1897
- Paranactinia Carlgren, 1924

Tra le specie presenti nei mari italiani menzioniamo Arachnitis albida e Arachnanthus oligopodus.